# Instytut Historii Państwowej Wyższej Szkoły Zawodowej w Nysie
Instytut Historii Państwowej Wyższej Szkoły Zawodowej w Nysie (IH PWSZ w Nysie) – jednostka dydaktyczno-naukowa należąca do struktur Państwowej Wyższej Szkoły Zawodowej w Nysie. Posiada uprawnienia do nadawania tytułu zawodowego licencjata. Prowadzi działalność dydaktyczną i badawczą związaną z historią Śląska w średniowieczu, historii Śląska w XIX i XX wieku, dydaktyce historii ze szczególnym uwzględnieniem tradycji i pamięci historycznej. Instytut zasadniczo oferuje studia na kierunku historia o specjalności nauczycielskiej. Kształci on studentów na studiach stacjonarnych i studiach niestacjonarnych. Aktualnie zatrudnionych jest 6 pracowników naukowo-dydaktycznych, z czego 2 na stanowisku profesora zwyczajnego oraz 4 wykładowców ze stopniem naukowym doktora. W roku akademickim 2011/2012 na instytucie studiowało łącznie 32 studentów, wyłącznie w trybie dziennym. Siedzibą instytutu jest Collegium Civitas m. bł. Marii Merkert przy ul. Marcinkowskiego 6-8. Budynek ten powstał w 2 połowie XIX wieku. Dawniej mieścił się w nim Dom Metalowca - klub pracowników nyskiego Zakładu Samochodów Dostawczych.

## Adres
Instytut Historii PWSZ w Nysie

Collegium Civitas im. bł. Marii Merkert 

ul. Marcinkowskiego 6-8 

48-300 Nysa

## Władze (2008-2012)
- Dyrektor: dr Irena Bracichowicz
- Zastępca dyrektora: wakat

## Historia
Pierwsze plany powstania Instytutu Historii funkcjonującego w ramach nyskiej uczelni pojawiły się w 2001 roku z chwilą utworzenia tej szkoły wyższej. Inicjatorem tego przedsięwzięcia był ówczesny rektor PWSZ - prof. dr hab. Ryszard Knosala. Zyskał on dla tej idei poparcie pracowników Instytutu Historycznego Uniwersytetu Wrocławskiego - profesorów Marka Czaplińskiego i Marka Derwicha. Od 2004 roku rozpoczęto intensywne przygotowania do powołania placówki, której zamiarem było kształcenie przyszłych nauczycieli historii. Ostatecznie Instytut Historii powstał jako ósma jednostka naukowo-dydaktyczna nyskiej PWSZ w 2006 roku. Na pierwszego dyrektora instytutu powołano prof. dr hab. Marka Czaplińskiego. W roku akademickim 2006/2007 studia rozpoczęli pierwsi studenci, którzy ukończyli je w 2009 roku. W roku akademickim 2009/2010 na instytucie studiowało łącznie około 120 studentów. W 2011 roku po rezygnacji prof. Marka Czaplińskiego funkcję dyrektora placówki objęła jego dotychczasowa zastępczyni - dr Irena Bracichowicz. W związku z malejącym zainteresowaniem maturzystów studiowaniem historii na nyskiej uczelni, jej władze podjęły decyzję o nie przeprowadzaniu dalszej rekrutacji na ten kierunek studiów. 

## Pracownicy
Aktualnie w Instytucie zatrudnionych jest 6 pracowników naukowo-dydaktycznych, z czego 2 na stanowisku profesora zwyczajnego (prof. dr hab. Marek Czapliński i prof. dr hab. Marek Derwich) oraz 4 wykładowców ze stopniem naukowym doktora.
W 2011 roku zmarł dr hab. Krzysztof Grygajtis, prof. PWSZ w Nysie, który pracował w instytucie od 2006 roku na stanowisku profesora nadzwyczajnego.

## Kierunki kształcenia
Instytut Historii PWSZ w Nysie oferuje kształcenie na kierunku historia o specjalności nauczycielskiej - nauczanie historii i wiedzy o społeczeństwie. Poza wyżej wymienioną główną specjalizacją studenci moją wybrać jeszcze jedną spośród trzech dostępnych specjalizacji fakultatywnych takich jak:
- analityk stosunków międzynarodowych
- integracja europejska
- polityka gospodarcza i przedsiębiorczość

Absolwent 6-semestralnych studiów na kierunku historia uzyskuje tytuł zawodowy licencjata oraz przygotowanie pedagogiczne, którzy upoważnia go do podjęcia pracy w szkołach podstawowych, gimnazjach i zasadniczych szkołach zawodowych. Po uzupełnieniu wykształcenia na studiach magisterskich uzupełniających - w liceach, a także w placówkach naukowo-badawczych.